# Горјачи Кључ
Горјачи Кључ (рус. Горячий Ключ; адиг. Псыфаб) званични је град на југу европског дела Руске Федерације. Налази се на југозападу Краснодарске покрајине и административно припада њеном Горјачкокључком градском округу чији је уједно и административни центар. Има званичан статус града покрајинске субординације.
Према статистичким подацима Националне статистичке службе Русије за 2018. у граду је живело 37.475 становника. Један је од највећих бањско-лечилишних центара на Кавказу.

## Географија
Град Горјачи Кључ налази се у јужном делу Краснодарске покрајине у северној подгорини Великог Кавказа. Лежи у котлини уз обе обале реке Псекупс (лева притока Кубања) изнад које се уздижу масиви Котх и Пшаф, на надморској висини од око 70 m. Налази се на неких 50 километара јужно од покрајинске престонице, града Краснодара, односно на неких 60-ак километара од црноморске обале на југу.
Град се налази у прелазној зони из влажне у умереноконтиненталну климу са просечним јануарским температурама ваздуха од око +1,7 °C, односно јулских од око +23,1 °C. Годишња сума падавина је у просеку око 895 милиметара.
Преко градске територије пролази деоница националног аутопута М4 „Дон” који повезује Москву са Новоросијском, односно железничка пруга која повезује Краснодар и Туапсе.
| Температура |         |         |        |         |          |          |          |          |          |         |         |        |
|             | 5,0−1,5 | 5,5−1,2 | 9,11,3 | 16,27,2 | 21,212,1 | 25,116,1 | 27,618,7 | 27,518,3 | 22,813,5 | 16,78,0 | 11,44,5 | 7,21,0 |
|             | јан     | феб     | мар    | апр     | мај      | јун      | јул      | авг      | сеп      | окт     | нов     | дец    |

| Падавине |     |     |     |     |     |     |     |     |     |     |     |     |
|          | 91  | 75  | 68  | 62  | 69  | 81  | 63  | 70  | 63  | 63  | 89  | 101 |
|          | јан | феб | мар | апр | мај | јун | јул | авг | сеп | окт | нов | дец |

| Температура |         |         |        |         |          |          |          |          |          |         |         |        |
|             | 5,0−1,5 | 5,5−1,2 | 9,11,3 | 16,27,2 | 21,212,1 | 25,116,1 | 27,618,7 | 27,518,3 | 22,813,5 | 16,78,0 | 11,44,5 | 7,21,0 |
|             | јан     | феб     | мар    | апр     | мај      | јун      | јул      | авг      | сеп      | окт     | нов     | дец    |

| Падавине |     |     |     |     |     |     |     |     |     |     |     |     |
|          | 91  | 75  | 68  | 62  | 69  | 81  | 63  | 70  | 63  | 63  | 89  | 101 |
|          | јан | феб | мар | апр | мај | јун | јул | авг | сеп | окт | нов | дец |

## Историја
Све до друге половине XIX века на месту савременог града налазило се адигејско насеље Псифаб, а само име насеља на адигејском језику имало је значење „кључала вода”. што је у уској вези са бројним термоминералним изворима који се налазе на том подручју.
Почетком 1860-их долази до завршетка војних сукоба између руске армије и локалног становништва, а једна од последица тог сукоба биле су и масовне депортације локалних житеља. Тако је и већина првобитне популације Псифаба била расељена, а на месту некадашњег насеља основано је 1864. војно бањско лечилиште. Четири године касније, 1868, званично је основано насеље Горјачи Кључ. У периоду 1906−1920. насеље је било познато под именом Алексејевски Горјачи Кључ (рус. Алексеевский Горячий Ключ). Године 1926. добија званичан статус вароши, а потом 1930. и бањско-рекреативне варошице.
Током Великог отаџбинског рата град је био окупиран од стране нацистичких трупа од 1942. до 28. јануара 1943. када је ослобођен од стране Црвене армије.
У периоду 1924—1963. Горјачи Кључ је био административни центар тадашњег Горјачкокључког рејона. Године 1975. издвојен је из граница рејона и уврштен је у ред градова покрајинске субординације. Нешто раније, у новембру 1965, Горјачем Кључу је додељен званичан статус града, а исте године граду је прикључена и оближња станица Кључеваја. Од 2005. град је административно седиште Горјачкокључког градског округа.

## Демографија
Према статистичким подацима са пописа становништва из 2010. у граду је живело 30.126 становника, што је повећање за нешто мање од 3.000 житеља у односу на попис из 2002. године. Тренд раста броја становника настављен је и у наредном периоду, па је тако према проценама из 2018. у граду живело 37.475 становника. Етничку основу у граду чине Руси са уделом у укупној популацији од око 84%, док су највеће мањинске заједнице Јермени са око 6% и Украјинци са 2,5%.
| 1900. | 1959. | 1970.  | 1979.  | 1989.  | 2002.  | 2010.  | 2018.  |
| ----- | ----- | ------ | ------ | ------ | ------ | ------ | ------ |
| 400   | 9.858 | 19.808 | 22.654 | 25.610 | 27.693 | 30.126 | 37.475 |

По броју становника град Горјачи Кључ се 2017. налазио на 435. месту међу 1.112 званичних градова Руске Федерације.

## Галерија
- Поглед на реку Псекупс са стене Петушок
- Детаљ из градског парка
- Детаљ из града
- Турбе хаџи Хапача Лакшука из 1717.
- Стари висећи мост преко псекупса
- Стена Зеркало